# SG Leutershausen

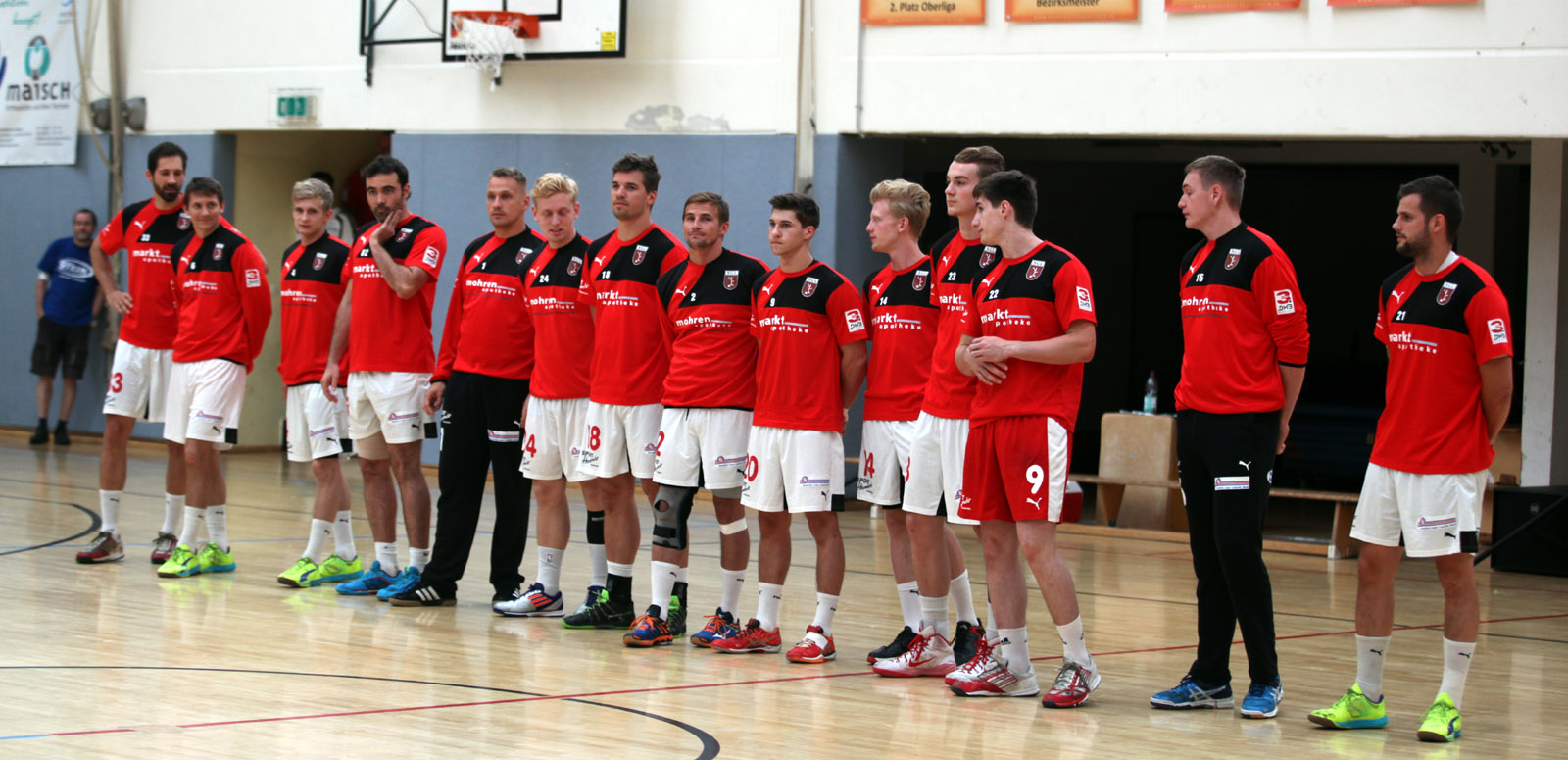
Herrlaget i handboll, 2015.

Sportgemeinde Leutershausen 1891 e.V. (SG Leutershausen) är en tysk idrottsförening från Leutershausen, ett distrikt i Hirschberg an der Bergstraße i nordvästra Baden-Württemberg. Föreningen bildades 1946 efter att föreningarna Turnverein Germania, bildad 1891, och Deutsche Jugendkraft, bildad 1919, gått samman. Föreningen bedriver aktivitet inom handboll, judo, gymnastik, aerobicsdans, skidåkning och friidrott.

## Handboll
De största framgångarna för föreningen nådde herrlaget i handboll, i slutet av 1960-talet. 1968 blev Leutershausen tysk mästare i inomhushandboll och tvåa i utomhushandboll. 1969 blev det omvänt, tysk mästare utomhus och tvåa inomhus. Inomhus har man också kommit tvåa vid två ytterligare tillfällen, 1966 och 1992. Största framgången internationellt är semifinal i EHF-cupen 1993 och silver i Europacupen utomhus 1970.
Sedan 2017 spelar herrlaget i tredje divisionen. Hemmaplan är Heinrich Beck Halle, med 1 200 sittplatser.

## Meriter i handboll
- Tyska mästare inomhus 1968
- Tyska mästare utomhus 1969

## Handbollsspelare i urval
- Dumitru Berbece (1990–?)
- Marian Dumitru (1995–1996)
- Valerij Gopin (1996–1997)
- Vjatjeslav Gorpisjin (2000–2003)
- Jürgen Hahn
- Jannik Kohlbacher (2012–2013)
- Jörg Kunze (?–1995)
- Holger Löhr (?–1995)
- Peter Pysall (1990–1992)
- Michael Roth
- Ulrich Roth (–1982, 1990–1995)
- Maricel Voinea (1992–1994)